# Twitch
Twitch (también conocido como Twitch TV) es una plataforma estadounidense perteneciente a la empresa Amazon, Inc., que permite realizar transmisiones en vivo. Esta plataforma tiene como función principal la retransmisión de videojuegos en vivo, un campo en el que tiene como competidor a YouTube. Presentado como un subproducto de otra plataforma de streaming de interés general, el sitio principalmente se enfoca en los videojuegos, incluyendo "playthroughs" de juegos jugados por usuarios, transmisión de eSports, y otros eventos relacionados con los videojuegos. El contenido del sitio puede ser visto en vivo o bajo demanda.
A mediados de 2013, el sitio conseguía un promedio de 43 millones de espectadores cada mes, y para febrero de 2014 fue considerada la mayor fuente de tráfico en Internet en los Estados Unidos. Al mismo tiempo, la matriz de Justin.tv fue renombrada "Twitch Interactive" para representar el cambio en sus prioridades. Justin.tv fue cerrado en agosto de 2014.
El 25 de agosto de 2014, la empresa Amazon compró Twitch en su totalidad por alrededor de 970 millones de dólares.
En 2015, Twitch contaba con más de 100 millones de espectadores al mes. En 2017, Twitch seguía siendo el principal servicio de transmisión de video en vivo de videojuegos en Estados Unidos, y tenía ventaja sobre YouTube Gaming, que cerró su aplicación independiente en mayo de 2019. En febrero de 2020, contaba con 3 millones de emisores (streamers) mensuales y 15 millones de usuarios activos diarios, con 1,4 millones de usuarios concurrentes de media. En mayo de 2018, Twitch contaba con más de 27.000 canales asociados.

## Historia

### Fundación y crecimiento inicial (2007-2013)
Cuando Justin.tv fue lanzado en 2007 por Justin Kan y Emmet Shear, el sitio fue dividido en diferentes categorías de contenido. La categoría de videojuegos creció especialmente rápido, y se convirtió en el contenido más popular del sitio. En junio de 2011, la empresa decidió escindir el contenido de juegos como TwitchTV, inspirado en el término twitch gameplay. Se lanzó oficialmente en la fase beta pública el 6 de junio de 2011. Desde entonces, Twitch ha atraído a más de 35 millones de visitantes únicos al mes. Twitch tenía unos 80 empleados en junio de 2013, que aumentaron a 100 en diciembre de 2013. La empresa tenía su sede en el distrito financiero de San Francisco.
Twitch ha recibido importantes inversiones de capital riesgo, con 15 millones de dólares en 2012 (además de los 7 millones de dólares recaudados inicialmente para Justin.tv), y 20 millones de dólares en 2013. Entre los inversores que participaron en las tres rondas de captación de fondos hasta finales de 2013 se encuentran Draper Associates, Bessemer Venture Partners y Thrive Capital.  Además de la afluencia de financiación de riesgo, en 2013 se creía que la empresa había sido rentable.
Especialmente desde el cierre de su competidor directo Own3d.tv a principios de 2013, Twitch se ha convertido en el servicio de streaming de deportes electrónicos más popular por un amplio margen, lo que lleva a algunos a concluir que el sitio web tiene casi "un monopolio en el mercado". Los servicios de video de la competencia, como YouTube y Dailymotion, empezaron a aumentar el protagonismo de sus contenidos de juegos para competir, pero hasta ahora han tenido un impacto mucho menor. A mediados de 2013, había más de 43 millones de espectadores en Twitch mensualmente, y el espectador medio veía una hora y media al día. En febrero de 2014, Twitch era la cuarta fuente de tráfico de Internet en horas punta en Estados Unidos, por detrás de Netflix, Google y Apple. Twitch representaba el 1,8% del tráfico total de Internet en Estados Unidos durante las horas punta.
A finales de 2013, sobre todo debido al aumento de espectadores, Twitch tuvo problemas de retraso y baja velocidad de fotogramas por segundo (por siglas, FPS) en Europa. Posteriormente, Twitch ha agregado nuevos servidores en la región. También para solucionar estos problemas, Twitch implementó un nuevo sistema de video que se mostró más eficiente que el anterior. Inicialmente, el nuevo sistema de video fue criticado por los usuarios porque causaba un retraso significativo en la transmisión, interfiriendo con la interacción entre el emisor y el espectador. El personal de Twitch dijo que el aumento del retardo era probablemente temporal y que, en ese momento, era una compensación aceptable por la disminución del buffering.

### Crecimiento y especulación de adquisición de YouTube (2014)
El 10 de febrero de 2014, la empresa matriz de Twitch (Justin.tv, Inc.) pasó a llamarse Twitch Interactive, lo que refleja la creciente importancia del servicio sobre Justin.tv como negocio principal de la empresa. Ese mismo mes, un stream conocido como Twitch Plays Pokémon, un intento de jugar a Pokémon Rojo mediante un sistema que traduce los comandos del chat en controles del juego, se hizo viral. Para el 17 de febrero, el canal había alcanzado más de 6,5 millones de visualizaciones totales y tenía una media de entre 60 y 70 mil espectadores con al menos un 10% de participación. El Vicepresidente de márquetin, Matthew DiPietro, elogió la transmisión como "un ejemplo más de cómo los videojuegos se han convertido en una plataforma de entretenimiento y creatividad que va mucho más allá de la intención original del creador del juego. Al fusionar un videojuego, un video en vivo y una experiencia participativa, la emisora ha creado un híbrido de entretenimiento hecho a medida para la comunidad de Twitch. Se trata de una maravillosa prueba de concepto que esperamos ver más en el futuro." A partir de su edición de 2014, Twitch se convirtió en la plataforma oficial de transmisión en vivo de la Electronic Entertainment Expo.
El 18 de mayo de 2014, Variety informó por primera vez de que Google había llegado a un acuerdo preliminar para adquirir Twitch a través de su filial YouTube por aproximadamente mil millones de dólares.
El 5 de agosto de 2014, el sitio original Justin.tv cesó repentinamente sus operaciones, alegando la necesidad de centrar los recursos enteramente en Twitch. El 6 de agosto de 2014, Twitch introdujo un sistema de archivo actualizado, con acceso multiplataforma a lo más destacado de las transmisiones pasadas de un canal, video de mayor calidad, aumento de las copias de seguridad del servidor y una nueva interfaz de video para gestionar las transmisiones pasadas y compilar los "momentos destacados" de las transmisiones que también se pueden exportar a YouTube. Debido a las limitaciones tecnológicas y a las necesidades de recursos, el nuevo sistema contenía varias regresiones; se eliminó la opción de archivar transmisiones completas de forma indefinida ("guardar para siempre"), lo que significa que solo pueden conservarse durante un máximo de 14 días, o 60 para los socios y los suscriptores de Turbo. Aunque los resúmenes compilados pueden archivarse indefinidamente, se limitaron a dos horas de duración.

### Filial de Amazon (2014-actualidad)
El 25 de agosto de 2014, Amazon adquirió Twitch Interactive por 970 millones de dólares en una operación totalmente en efectivo. Las fuentes informaron de que el rumoreado acuerdo con Google había fracasado y permitió a Amazon hacer la oferta, y Forbes informó de que Google se había echado atrás en el acuerdo debido a posibles problemas antimonopolio en torno a él y a su actual propiedad de YouTube. La adquisición se cerró el 25 de septiembre de 2014. Take-Two Interactive, que poseía una participación del 2% en el momento de la adquisición, obtuvo una ganancia inesperada de 22 millones de dólares.
Con Amazon, Shear continuó como director ejecutivo de Twitch Interactive, y Sara Clemens se incorporó al equipo ejecutivo como directora de operaciones en enero de 2018. Shear promocionó la plataforma de Amazon Web Services como un aspecto "atractivo" del acuerdo, y que Amazon había "construido relaciones con los grandes actores de los medios de comunicación", lo que podría ser utilizado para la ventaja del servicio, particularmente en el ámbito de las licencias de contenido. La compra de Twitch supuso la tercera adquisición reciente orientada a los videojuegos por parte de Amazon, que anteriormente había adquirido las empresas desarrolladoras Reflexive Entertainment y Double Helix Games.
El 9 de diciembre de 2014, Twitch anunció que había adquirido GoodGame Agency, una organización propietaria de los equipos de esports Evil Geniuses y Alliance. En marzo de 2015, Twitch restableció todas las contraseñas de los usuarios y deshabilitó todas las conexiones a cuentas externas de Twitter y YouTube después de que el servicio informara de que alguien había obtenido "acceso no autorizado" a la información de usuario de algunos usuarios de Twitch.
En junio de 2016, Twitch agregó una nueva función conocida como cheering, una forma especial de emoticono que se compra como microtransacción utilizando una moneda del sitio conocida como "Bits". Los Bits se compran mediante Amazon Payments, y las porras actúan como donaciones al canal. Los usuarios también ganan insignias dentro de un canal en función de lo que hayan animado.
El 16 de agosto de 2016, Twitch adquirió Curse LLC, un operador de comunidades de videojuegos en línea y software de VoIP orientado a los juegos. En diciembre de 2016, la agencia GoodGame fue cedida por Amazon a sus respectivos miembros debido a problemas de conflicto de intereses. El 30 de septiembre de 2016, Twitch anunció Twitch Prime, un servicio que ofrece características exclusivas para los usuarios que tienen una suscripción activa a Amazon Prime. Esto incluía streaming sin publicidad, ofertas mensuales de contenido adicional gratuito ("Game Loot") y descuentos en juegos. Los juegos incluidos con las recompensas de botín de juegos eran Apex Legends, Legends of Runeterra, FIFA Ultimate Team, Teamfight Tactics, Mobile Legends: Bang Bang, Doom Eternal, y otros.
En diciembre de 2016, Twitch anunció una herramienta de moderación del chat semiautomatizada (AutoMod), que utiliza el procesamiento del lenguaje natural y el aprendizaje automático para apartar el contenido potencialmente no deseado para su revisión humana. En febrero de 2017, Twitch anunció la Twitch Game Store, una plataforma de distribución digital que expondría las compras digitales de juegos dentro de la interfaz de navegación del sitio. Cuando se retransmitían juegos disponibles en la tienda, los canales asociados podían mostrar un enlace de referencia para comprar el juego, recibiendo una comisión del 5%. Los usuarios también recibían una "caja de Twitch" por cada compra, que incluía Bits y una colección de emotes de chat aleatorios.
En agosto de 2017, Twitch anunció que había adquirido la plataforma de indexación de videos ClipMine.
El 20 de agosto de 2018, Twitch anunció que dejaría de ofrecer acceso libre de publicidad a todo el servicio a los suscriptores de Amazon Prime, requiriendo este privilegio la suscripción separada "Twitch Turbo" o una suscripción de canal individual. Este privilegio terminó para los nuevos clientes a partir del 14 de septiembre de 2018, y para los clientes existentes en octubre de 2018. En octubre de 2018, Twitch anunció Amazon Blacksmith, una nueva extensión que permite a los locutores configurar las pantallas de los productos asociados a sus streams con enlaces de afiliación de Amazon. El 27 de noviembre de 2018, Twitch suspendió el servicio Game Store, alegando que no generaba tantos ingresos adicionales para los socios como esperaban, y nuevas oportunidades de ingresos como Amazon Blacksmith. Los usuarios conservan el acceso a sus juegos comprados.
Twitch adquirió la base de datos de juegos de Internet (IGDB), un sitio web impulsado por los usuarios similar en funcionalidad a la base de datos de películas de Internet (IMDb) para catalogar los detalles de los videojuegos en septiembre de 2019. Twitch planea utilizar el servicio de base de datos para mejorar sus propias funciones de búsqueda interna y ayudar a los usuarios a encontrar los juegos que les interesan. El 26 de septiembre de 2019, Twitch dio a conocer un nuevo logotipo y un diseño actualizado del sitio. El diseño viene acompañado de una nueva campaña publicitaria, "Ya eres uno de nosotros", que buscará promocionar a los miembros de la comunidad de la plataforma. Twitch comenzó a firmar acuerdos de exclusividad con streamers de alto perfil en diciembre de 2019.
Twitch introdujo un Consejo Asesor de Seguridad en mayo de 2020, formado por streamers, académicos y grupos de reflexión, con el objetivo de desarrollar directrices para la moderación, el equilibrio entre el trabajo y la vida personal, y la salvaguarda de los intereses de las comunidades marginadas para la plataforma. En agosto de 2020, Twitch Prime pasó a llamarse Prime Gaming, acercándose así a la familia de servicios Amazon Prime.
El 6 de octubre de 2021, un hacker anónimo supuestamente filtró "la totalidad" de Twitch, incluyendo su código fuente del cliente de Twitch y las API, y los detalles de los pagos realizados a casi 2,4 millones de streamers desde agosto de 2019. El usuario publicó un enlace de 128 GB (Gigabyte) en 4chan y dijo que la filtración, que incluye el código fuente de casi 6.000 repositorios Git internos, es también "la primera parte" de un lanzamiento más grande. La filtración también incluía detalles de los planes para una tienda digital bajo el nombre en clave de "Vapor", que pretendía ser un competidor de Steam, junto con detalles sobre el pago recibido por los streamers por su trabajo en Twitch. Twitch verificó que había sufrido una fuga de datos que atribuyó a una mala configuración del servidor utilizada por un "tercero malicioso". Aunque Twitch no ha encontrado ningún indicio de que las credenciales de inicio de sesión o la información de las tarjetas de crédito hayan sido sustraídas en la filtración, la compañía ha restablecido todas las claves de transmisión como medida de precaución.
En marzo de 2023 Emmett Shear, un cofundador de Twitch, anunció su renuncia tras 16 años trabajando con la empresa.

## Contenido y audiencia
Twitch está diseñado para ser una plataforma de contenido, que incluye torneos de esports, transmisiones personales de jugadores individuales y programas de entrevistas relacionados con los juegos. Varios canales hacen speedrunning en vivo. La página de inicio de Twitch muestra actualmente los juegos en función de la audiencia. En junio de 2018, algunos de los juegos más populares transmitidos en Twitch fueron Fortnite, League of Legends, Dota 2, PlayerUnknown's Battlegrounds, Hearthstone, Overwatch y Counter-Strike: Global Offensive con un total combinado de más de 356 millones de horas vistas.
Twitch también ha realizado expansiones en contenido no relacionado con los juegos; como en julio de 2013, el sitio transmitió una actuación de 'Fester's Feast' desde la Convención Internacional de Cómics de San Diego, y el 30 de julio de 2014, el acto de música electrónica de baile Steve Aoki transmitió una actuación en vivo desde un club nocturno en Ibiza. En enero de 2015, Twitch introdujo una categoría oficial para las transmisiones de música, como programas de radio y actividades de producción musical, y en marzo de 2015, anunció que se convertiría en el nuevo socio oficial de transmisión en vivo del Ultra Music Festival, un festival de música electrónica en Miami.
El 28 de octubre de 2015, Twitch lanzó una segunda categoría no relacionada con los juegos, "Creative", destinada a las transmisiones que muestran la creación de obras artísticas y creativas. Para promocionar el lanzamiento, el servicio también retransmitió un maratón de ocho días de The Joy of Painting de Bob Ross. En julio de 2016, Twitch lanzó "Social eating" en versión beta; se inspiró en el fenómeno coreano del Muk-bang y en los jugadores coreanos que realizaban esta práctica como intermedios en sus retransmisiones de juegos.
En marzo de 2017, Twitch agregó la categoría IRL, diseñada para contenidos dentro de las directrices de Twitch que no entran en ninguna de las otras categorías establecidas en el sitio. GeekWire informó de que "aunque el juego sigue constituyendo la gran mayoría de los contenidos emitidos a través de Twitch, la categoría "Just Chatting" -un término general que abarca cualquier cosa, desde una conversación sincera hasta la programación de realidades- ocupó el primer puesto por un cómodo margen en general en diciembre de 2019. Aunque la categoría ha estado en alza durante los últimos dos meses, esta fue la primera vez que realmente alcanzó el número 1 en general durante un período rastreado en la plataforma".
En 2020, Thrillist describió a Twitch como "la radio para los extremadamente online". Michael Espinosa, para Business Insider en 2021, destacó que "Twitch domina el espacio de los contenidos en vivo, con 17.000 millones de horas vistas el año pasado (según StreamElements), frente a los 10.000 millones de YouTube Gaming Live (según la compañía). Pero la gran mayoría de los contenidos de juegos se siguen consumiendo a la carta, donde YouTube es el claro líder con más de 100.000 millones de horas vistas el año pasado".
El contenido más consumido por la Generación Z, hoy en día, son los streams de Videojuegos. En la comunidad hispanohablante destacan principalmente los canales de AuronPlay, El Rubius e Ibai Llanos, este último caracterizado por sus grandes eventos transmitidos en Twitch, como por ejemplo, “La Velada del Año 2” que consiste en una competencia de boxeo con la cual consiguió el récord de audiencia de 3.3 millones de espectadores. Otro contenido muy popular en Twitch de habla hispana son las reacciones a diverso contenido de Youtube, como podrían ser los quiz.

### El chat de Twitch
El chat de un canal es un apartado específico donde los seguidores pueden expresarse de forma abierta, sin utilizar un lenguaje abusivo, mientras el streamer está haciendo contenido en vivo. El papel del chat es fundamental en los canales de stream ,puesto que son los principales encargados de generar beneficios al canal tanto económicos como promocionales, por ello, el propio streamer intenta construir una comunidad que le sea leal. También cuenta con la opción de agregar emotes personalizados del canal.
El chat cuenta con diversas opciones como el chat solo para seguidores, solo para suscriptores y modo emotes. El chat para seguidores permite hablar solamente a personas que sean  seguidores del canal, el de suscriptores únicamente permite hablar a usuarios que han pagado una suscripción, y por último, el modo emotes solo permite la interacción con emotes sin utilizar ningún tipo de texto escrito.

### Programa de afiliados
En julio de 2011, Twitch lanzó su Programa de Socios, que alcanzó más de 11.000 miembros en agosto de 2015.
Al igual que el Programa de Socios de otros sitios de video como YouTube, el Programa de Socios permite a los productores de contenidos populares compartir los ingresos por publicidad generados por sus transmisiones. Además, los usuarios de Twitch pueden suscribirse a los canales de los streamers asociados por 4,99 dólares al mes, lo que a menudo otorga al usuario acceso a emoticonos únicos, privilegios de chat en vivo y otras ventajas diversas. Twitch se queda con 2,49 dólares de cada suscripción a un canal de 4,99 dólares, y los 2,50 dólares restantes van directamente al realizador de directos asociado. Aunque se han hecho excepciones, anteriormente Twitch exigía que los posibles socios tuvieran una "media de espectadores concurrentes de más de 500", así como un programa de streaming consistente de al menos tres días a la semana. Sin embargo, desde el lanzamiento de la función "Logros", hay un "camino hacia la asociación" más claro, con objetivos rastreables de audiencia concurrente, duración y frecuencia de las transmisiones.
En abril de 2017, Twitch lanzó su "Programa de Afiliados" que permite a los canales más pequeños generar también ingresos, anunciando además que permitiría a los canales acceder a niveles de suscripción de varios precios. Los participantes de este programa obtienen algunos de los beneficios de los socios de Twitch, pero no todos. Los streamers pueden obtener beneficios de la animación con Bits, que se pueden comprar directamente en Twitch. Los afiliados también pueden acceder a la función de suscripciones de Twitch, con todas las mismas funcionalidades a las que tienen acceso los Partners, con un máximo de cinco emotes de suscriptor. En septiembre de 2019, el servicio anunció que los Afiliados recibirían ahora una parte de los ingresos por publicidad.
Para los usuarios que no tienen acceso libre de anuncios a un canal o a Twitch Turbo, la publicidad pre-roll, y las pausas comerciales mid-roll que son activadas manualmente por el realizador de directos, se muestran en los streams. En septiembre de 2020, Twitch anunció que probaría la publicidad automatizada en las secuencias, que no puede ser controlada por el usuario.

### Como herramienta de enseñanza
Twitch se utiliza a menudo para los tutoriales de videojuegos; la naturaleza de Twitch permite que un número masivo de alumnos interactúe con otros humanos y con el instructor en tiempo real. Twitch también se utiliza para el aprendizaje del desarrollo de software, con comunidades de usuarios que transmiten proyectos de programación y hablan de su trabajo.

### Caridad
Los locutores de Twitch a menudo organizan transmisiones que promueven y recaudan dinero para causas benéficas. En 2013, el sitio web albergó eventos que, en total, recaudaron más de 8 millones de dólares en donaciones para causas benéficas, como Extra Life 2013. En 2017, Twitch ha recaudado más de 75 millones de dólares en donaciones para causas benéficas. El mayor evento benéfico de Twitch es Zevent, un proyecto francés creado por Adrien Nougaret y Alexandre Douchary, con más de 10 millones de dólares recaudados para Action Contre la Faim en octubre de 2021.

### Problemas delag
A finales de 2013, principalmente por el incremento de espectadores y el uso de una extensión de Adobe Flash para presentar video a los usuarios de computadoras de escritorio, Twitch tuvo problemas de retardo, particularmente en Europa.  Twitch procedió a agregar nuevos servidores en esa región e implementó un nuevo sistema que sería más eficiente que el anterior. Inicialmente, fue criticado por los usuarios porque causaba el retraso interfería con la interacción emisor-espectador. El equipo de Twitch dijo que el incremento en el retraso solo era temporal y para ese tiempo, era una compensación aceptable para la disyunción del tiempo de carga (desbordamiento del búfer de datos).

## Moderación de contenidos y restricciones